# São Roque do Pico
São Roque do Pico és un municipi de les Açores (Portugal) situat a l'illa de Pico i fundat el 1542. Se sotsdivideix en cinc parròquies:
- Prainha
- Santa Luzia
- Santo Amaro
- Santo António
- São Roque do Pico

| Població del municipi de São Roque do Pico (1849 – 2004) | Població del municipi de São Roque do Pico (1849 – 2004) | Població del municipi de São Roque do Pico (1849 – 2004) | Població del municipi de São Roque do Pico (1849 – 2004) | Població del municipi de São Roque do Pico (1849 – 2004) | Població del municipi de São Roque do Pico (1849 – 2004) | Població del municipi de São Roque do Pico (1849 – 2004) | Població del municipi de São Roque do Pico (1849 – 2004) |
| -------------------------------------------------------- | -------------------------------------------------------- | -------------------------------------------------------- | -------------------------------------------------------- | -------------------------------------------------------- | -------------------------------------------------------- | -------------------------------------------------------- | -------------------------------------------------------- |
| 1849                                                     | 1900                                                     | 1930                                                     | 1960                                                     | 1981                                                     | 1991                                                     | 2001                                                     | 2004                                                     |
| 7618                                                     | 6314                                                     | 5112                                                     | 5292                                                     | 3678                                                     | 3675                                                     | 3629                                                     | 3705                                                     |